# Cambridge (Illinois)
Cambridge ist ein Village und Verwaltungssitz des Henry County im Nordwesten des US-amerikanischen Bundesstaates Illinois.
Das U.S. Census Bureau hat bei der Volkszählung 2020 eine Einwohnerzahl von 2.086 ermittelt.

## Geographie
Die Stadt erstreckt sich über 3,6 km², die fast ausschließlich aus Landfläche bestehen.
Cambridge liegt 44,2 km südöstlich des Mississippi River.
Östlich des Ortes kreuzen sich versetzt die von Nord nach Süd verlaufende Illinois State Route 82 und die von Ost nach West führende Illinois State Route 81. 12,7 km westlich von Cambridge verläuft die Interstate 74, die die kürzeste Verbindung von den Quad Cities (56,2 km im Nordwesten) nach Indianapolis (461 km südwestlich von Cambridge) bildet. 17,3 km nördlich von Cambridge verläuft die Interstate 80 von den Quad Cities nach Chicago (259 km im Osten).

## Demografische Daten
Nach der Volkszählung im Jahr 2010 lebten in Cambridge 2160 Menschen in 839 Haushalten. Die Bevölkerungsdichte betrug 600 Einwohner pro Quadratkilometer. In den 839 Haushalten lebten statistisch je 2,46 Personen.
Ethnisch betrachtet setzte sich die Bevölkerung zusammen aus 96,2 Prozent Weißen, 1,6 Prozent Afroamerikanern, 0,3 Prozent amerikanischen Ureinwohnern, 0,6 Prozent Asiaten sowie 0,1 Prozent (zwei Personen) aus anderen ethnischen Gruppen; 1,2 Prozent stammten von zwei oder mehr Ethnien ab. Unabhängig von der ethnischen Zugehörigkeit waren 2,1 Prozent der Bevölkerung spanischer oder lateinamerikanischer Abstammung.
24,0 Prozent der Bevölkerung waren unter 18 Jahre alt, 61,2 Prozent waren zwischen 18 und 64 und 14,8 Prozent waren 65 Jahre oder älter. 49,3 Prozent der Bevölkerung war weiblich.
Das mittlere jährliche Einkommen eines Haushalts lag bei 47.838 USD. Das Pro-Kopf-Einkommen betrug 22.299 USD. 12,4 Prozent der Einwohner lebten unterhalb der Armutsgrenze.

## County Seat
Cambridge beherbergt die Verwaltung des Henry County. Das Gerichtsgebäude des Henry County, das vom Architekturbüro Thomas J. Tolan & Son, Architects aus Fort Wayne in Indiana konzipiert und von 1875 bis 1878 errichtet wurde, beherrscht das Stadtbild. Das Gerichtsgebäude fand 2004 Aufnahme in das Nationale Register Historischer Stätten.